# Sergio Corrêa da Costa
Sergio Corrêa Affonso da Costa GCIH (Rio de Janeiro, 19 de fevereiro de 1919 — Rio de Janeiro, 29 de setembro de 2005) foi um advogado, diplomata e historiador brasileiro.

## Biografia
Filho de Israel Affonso da Costa e de Lavínia Corrêa. Seus estudos foram todos no Rio, inclusive o curso de Direito, na então denominada Universidade do Brasil, que concluiu em 1943. Sua formação completou-se com a pós-graduação em História, Economia e Geografia Econômica, na Universidade da Califórnia (1950) e curso na Escola Superior de Guerra (1951).
Iniciou a vida diplomática em 1939, galgando a carreira até o posto máximo de Ministro de Primeira Classe (1962). Iniciou suas funções no exterior como cônsul-adjunto em Buenos Aires, tendo ainda atuado como ministro em Roma, embaixador em Londres e Washington, DC e como representante do Brasil nas Nações Unidas.
A 8 de Março de 1966 foi agraciado com a Grã-Cruz da Ordem do Infante D. Henrique de Portugal.
Foi ministro interino das Relações Exteriores entre 1967 e 1968.
Depois de aposentado fixou residência em Paris. Morreu vitimado por câncer no Hospital Samaritano, na capital fluminense.

## Cargos na carreira diplomática
Ocupou o diplomata as seguintes funções como representante do Brasil:
- cônsul adjunto em Buenos Aires
- segundo secretário em Buenos Aires (1944-46)
- segundo secretário em Washington (1946-48)
- cônsul em Los Angeles (1948-50)
- conselheiro de missão junto à ONU, em Nova York (1953)
- ministro-conselheiro em Roma (1959-62)
- encarregado de negócios em Roma (1960)
- embaixador em Ottawa (1962-66)
- embaixador em Londres (1968-74)
- representante permanente junto às Nações Unidas, em Nova York (1975-83)
- embaixador em Washington (1983-86).
- delegado ao Conselho Interamericano Econômico e Social (1946-48)
- relator da Comissão de Organização do Conselho da União Panamericana (1947)
- membro da Comissão da Interamericana para a Solução Pacífica de Conflitos e Mediador Singular na questão entre Cuba e a República Dominicana (1948)
- chefe da Divisão de Assuntos Internacionais, Escola Superior de Guerra (1952)
- chefe de gabinete da presidência do BNDE (1953)
- auxiliar do chefe do Departamento Econômico e Consular (1952)
- chefe do Serviço Econômico da América (1958)
- chefe do Serviço Brasileiro de Seleção de Emigrantes na Europa, Roma (1959-61)
- representante permanente do Brasil na FAO, Roma (1961)
- secretário-geral-adjunto para Organismos Internacionais (1966)
- secretário-geral do Itamaraty (1967-68)
- delegado brasileiro às sessões da Assembleia Geral da ONU, em Nova Iorque, de 1963 a 1982

## Bibliografia

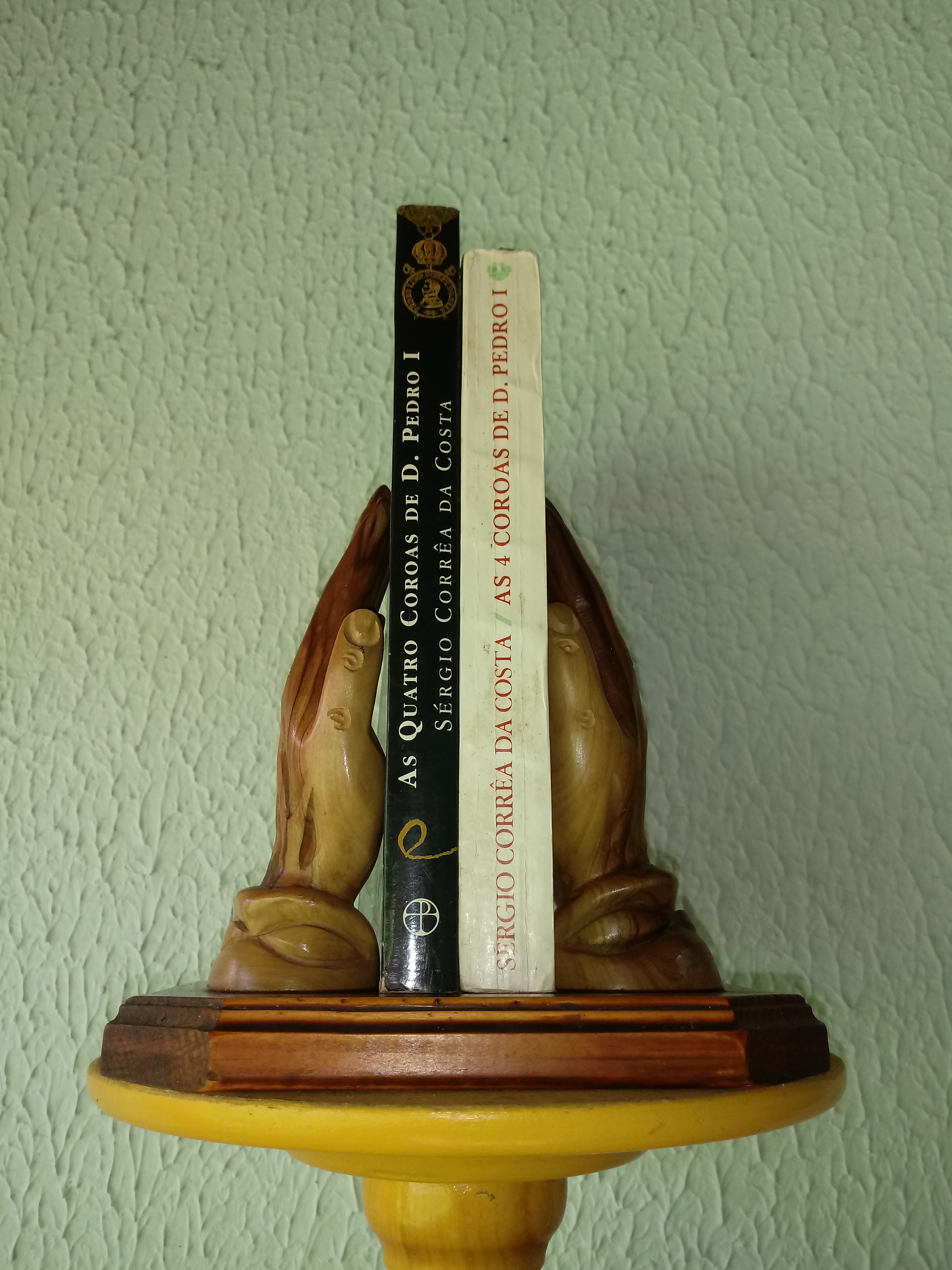
Edições de As 4 coroas de D. Pedro I, um dos livros de Sérgio Corrêa,

## Academia Brasileira de Letras
Foi eleito em 25 de agosto de 1983 para ocupar a cadeira 7 da Academia, que tem por patrono Castro Alves, tendo sido seu oitavo ocupante, recebido em 14 de junho de 1984 pelo acadêmico Afrânio Coutinho. Sucedeu a Dinah Silveira de Queiroz, segunda mulher a ocupar uma das quarenta cadeiras do Silogeu.
No discurso de posse, Correa da Costa assinalou:
"Não sei de distinção que me honrasse mais do que a admissão à vossa companhia. Sou imensamente grato aos Acadêmicos que sufragaram o meu nome e, de modo muito particular, aos que me encorajaram e ajudaram, desde a eleição anterior, sem a menor ressalva ou reticência. Dentre estes, desejo destacar Rachel de Queiroz, Abgar Renault, Afrânio Coutinho, Carlos Chagas, Adonias Filho. Esses amigos diletos não apenas me ofereceram solidariedade irrestrita, mas empenharam-se generosamente a partir do primeiro momento, dando muito de si e do seu tempo para que eu hoje pudesse ter o privilégio de incorporar-me à Academia."
Seu corpo foi velado no Petit Trianon, no Salão dos Poetas Românticos, da sede da Academia.